# Old River-Winfree
Old River-Winfree est une ville située en limite des comtés de Chambers et de Liberty, au Texas, aux États-Unis,.

## Démographie
Lors du recensement de 2010, la ville comptait une population de 1 245 habitants. Elle est estimée, en 2016, à 1 347 habitants.

### Source de la traduction
- (en) Cet article est partiellement ou en totalité issu de l’article de Wikipédia en anglais intitulé « Old River-Winfree, Texas » (voir la liste des auteurs).